# Геотермална енергия
Геотермална енергия е топлинна енергия, идваща от Земята.
Тя е екологично чиста и постоянна. Ресурсите на геотермална енергия се простират от плиткото до горещите води и горещите скали, намиращи се на няколко километра под земната повърхност и даже още по-дълбоко, до изключително високите температури на разтопените скали, наричани магма /астеносфера/.
Почти навсякъде плиткият подпочвен слой или горните 3 м от земната повърхност поддържат постоянна температура между 10° и 16 °C. Геотермалните топлинни помпи могат да стигнат до този ресурс за отопляване и охлаждане на сгради. Една система с геотермална топлинна помпа се състои от топлинна помпа, въздухопровод и топлообменна система – система от тръби, заровени в плиткия почвен слой близо до сградата.
През зимата топлинната помпа отнема топлина от топлообменната система и я впомпва във входа на въздухопровода. През лятото процесът е обратен и топлинната помпа придвижва топлина от входа на въздухопровода в топлообменната система. През лятото отнеманата от входа на въздухопровода топлина може да се използва и като безплатно средство за топла вода.
Геотермалната енергия се използва широко в редица страни за отоплението на сгради (Швеция и Финландия), както и за производството на електрическа енергия (Исландия).